# كارلو نلينو
كارلو ألفونسو نَلِّينُو (1288 - 1357 هـ / 1872 - 1938 م) هو مستشرق إيطالي. طبعت محاضراته بالعبرية عن «تاريخ علم الفلك عند العرب» (روما - 1911 م)، كما طبعت محاضراته عن «تاريخ الآداب العربية من الجاهلية حتى عصر بني أمية» بعد وفاته.
ابنته هي المستشرقة ماريا نلينو.